# Piculus chrysochloros
Piculus chrysochloros là một loài chim trong họ Picidae.